# 李宗盛
李宗盛（英語名：ジョナサン・リー、1958年7月19日-）は、中華民国の歌手・プロデューサー。

## プロフィール
学生時代の1979年、友達2人とフォークソングバンド「木吉他合唱団」を結成。1980年に宝麗金レコードと契約してデビューし、フォークソングブームを起こす。1982年に鄭怡に提供した「小雨来得正是時候」がヒットしてプロデューサーの才能を認められる。1984年にロックレコードと契約し、ソロ活動とプロデュース業を本格化する。1980〜90年代にかけて、ヒットメーカーとしてヒット曲を連発し「百万制作人」と呼ばれる。近年は映画やドラマ音楽、新人の発掘と育成も行っている。デュエットが縁で香港の女性アーティスト林憶蓮（サンディ・ラム）と1998年に結婚したが、2004年に離婚している。
2008年から2010年にかけては、同じロックレコードの羅大佑、周華健、張震嶽らと結成したユニット縱貫線（Superband）として活動し、多くのコンサートを行なっている。特に2009年は大小合わせて58回ものコンサートを行ない、4億6000万台湾元以上を稼ぎ出したことが報じられた。解散後は再びソロ活動を行なっている。
2023年10月3日には日本武道館でのコンサートを実現させた。サプライズのゲストとして周華健、ASKAなども登場した。

## ディスコグラフィ

### CDアルバム
- 1986年 - 《生命中的精靈》
- 1989年 - 《1984-1989 李宗盛作品集》
- 1993年 - 《希望》
- 1994年 - 《李宗盛的音樂旅程-不捨》
- 1999年 - 《作品李宗盛》
- 2003年 - 《滾石香港黃金十年-李宗盛精選》
- 2004年 - 《愛情論-愛的代價》
- 2007年 - 《理性與感性-作品音樂會》

### シングル
- 2013年 - 《山丘》

### 縱貫線でのリリース
- 2009年9月 - 《北[上]列車》（EP）
- 2010年4月 - 《南[下]專線》（EP）
- 2010年12月 - 《縱貫線 Live in Taipei / 出發》（DVD・BD）
- 2010年12月 - 《縱貫線 Live in Taipei / 終點站》（DVD・BD）